# Olga Abramova

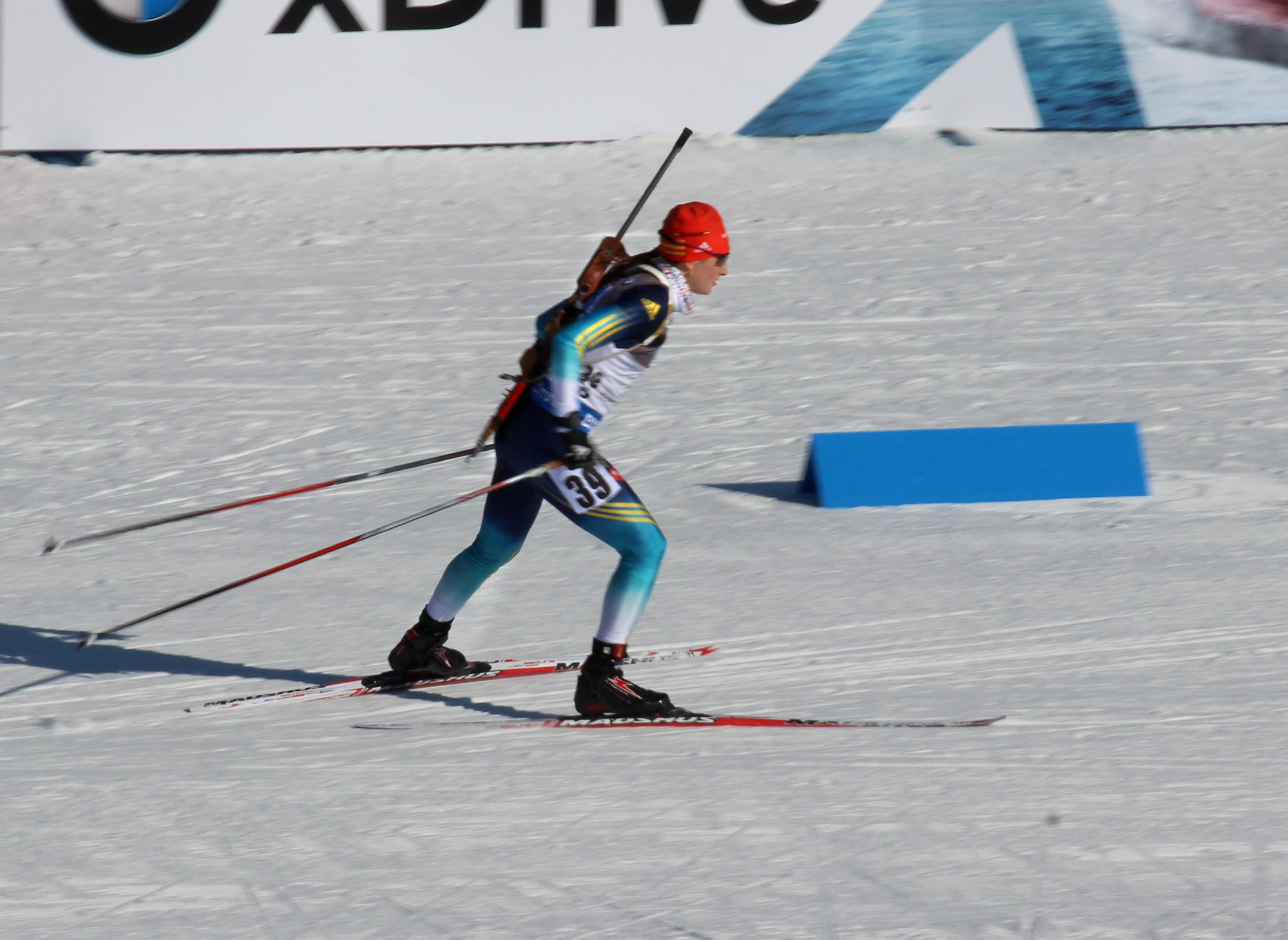
Olga Abramova

Olga Abramova (ryska/ukrainska: Ольга Абрамова), född 15 september 1988 i Uljanovsk oblast, Ryska SFSR, är en rysk och sedan 2012 ukrainsk skidskytt. 
I världscupen har det blivit till två tredjeplatser i stafett med Ukraina; 2014/2015 i Hochfilzen och 2015/2016 i Antholz. I samband med världscuptävling i Ruhpolding den 10 januari 2016 fastnade Abramova i ett dopningtest då hon testats positivt för meldonium.